# Pitkäjärvi (Karesuando socken, Lappland, 760695-176700)
Pitkäjärvi är en sjö i Kiruna kommun i Lappland och ingår i Torneälvens huvudavrinningsområde. Sjön är 5,6 meter djup, har en yta på 0,01 kvadratkilometer och befinner sig 333 meter över havet.